# 北沢秋
北沢 秋（きたざわ しゅう）は、日本の小説家。男性。東京生まれ。
東京大学工学部卒業。自動車メーカーでの会社員生活を経て、2009年に『哄う合戦屋』（双葉社）でデビューした。同作は細雪純により漫画化もされた（2016年 - 2017年、『コミック乱』連載）。

## 著書
- 哄う合戦屋（2009年、双葉社）
- 奔る合戦屋（2011年、双葉社）
- 翔る合戦屋（2012年、双葉社）
- 吉祥寺物語 こもれびの夏（2015年、河出書房新社）
- ふたり天下（2016年、河出書房新社）
  - （改題）天下奪回（2019年、河出文庫）